# اموادی مابیکا
اموادی مابیکا (انگلیسی: Mwadi Mabika؛ زادهٔ ۲۷ ژوئیهٔ ۱۹۷۶) بازیکن زن بسکتبال اهل جمهوری دموکراتیک کنگو بود. وی در بازی‌های المپیک تابستانی ۱۹۹۶ شرکت کرده‌است.